# The Paragons
The Paragons var en vokalistkvartett från Kingston, Jamaica, som spelade in en rad framgångsrika singlar inom genrerna ska, rocksteady och tidig reggae under 1960-talet. Album släpptes i efterhand under 1970- och 1980-talet, när reggae slog igenom internationellt. Drivande medlemmar var John Holt och Bob Andy, båda mycket produktiva låtskrivare under sina respektive karriärer. De mest kända låtarna, som det fortfarande dyker upp covers av, var "The Tide Is High" (Holt, 1967) och "Man Next Door" aka "Quiet Place"/"I've Got to Get Away" (1968). Den första låten gjorde bl.a. Blondie (1980) och Atomic Kitten (2000) framgångsrika covers av. "Man Next Door" har senare spelats in/tolkats av bl.a. UB40, Horace Andy, Dennis Brown och Massive Attack.
The Paragons bestod ursprungligen av Garth 'Tyrone' Evans, Bob Andy, Junior Menz, och Leroy Stamp. År 1964 ersattes Stamp av sångaren och låtskrivaren John Holt, och sångaren Howard Barrett ersatte Menz. I början var The Paragons starkt influerade av amerikansk soulmusik, och  uppmärksammades 1964 av den legendariske jamaicanske musikproducenten Clement 'Coxsone' Dodd, som tog sångkvartetetten till Jamaicas berömda Studio One, tillsatte musikproducenten Duke Reid som gruppens mentor. The Paragons släppte därefter en rad i Jamaica framgångsrika singlar för Reids etikett Treasure Isle. Några låtar förutom de två nämnda var: "Memories by the Score", "On the Beach", "Only a Smile", "Wear You to the Ball" (en reggaehit under 1970-talet med toastern U-Roy, senare tolkad av bl.a. UB40, och "Happy Go Lucky Girl".
Bob Andy lämnade gruppen i slutet av 1960-talet för att fokusera på låtskrivande. Han var även "Bob" i lokalt framgångsrika duon Bob and Marcia (Griffiths), som hade hitlåtar som "Young, Gifted And Black" och "Pied Piper", ett projekt som upplöstes när Marcia Griffiths började köra bakom reggaebandet The Wailers 1973 och bakom Bob Marley and The Wailers i formationen The I-Threes 1974. John Holt har hade en mycket framgångsrik karriär som soloreggaeartist efter 1970. Evans avled år 2000 och Holt år 2014.

## Diskografi

### Studioalbum
- On The Beach (1967)
- With Roslyn Sweat (1974)
- The Paragons (1981)
- Now (1981)
- Positive Movements (1982)
- Heaven & Earth (1996)
- The Paragons Sing The Beatles And Bob Dylan (1998)
- The Legendary Paragons (2000)
- Yellowman Meets The Paragons (2002)
- The Paragons Return